# Pucaraia
Pucaraia is een geslacht van vlinders van de familie spanners (Geometridae), uit de onderfamilie Ennominae.

## Soorten
- P. izquierdii Bartlett-Calvert, 1893
- P. lizeri Orfila & Schajovski, 1960